# 育英館大学
育英館大学（いくえいかんだいがく、英語: Ikueikan University）は、北海道稚内市若葉台1丁目2290-28に本部を置く日本の私立大学。1987年創立、2000年大学設置。

## 概観

### 大学全体
日本最北端の大学であり、宗谷管内唯一の大学である。1987年（昭和62年）に開学した「稚内北星学園短期大学」を改組転換し、2000年（平成12年）、日本国内初の情報メディア学部を有する四年制の単科大学として北海道稚内市に開学した。名称を「稚内北星学園大学」へ変更。情報メディア学部、情報メディア学科の単学部、単学科からなる。2009年度（平成21年度）には、メディア学科の他に地域創造学科が併設された。地域創造学科は2014年度（平成26年度）まで入学生が募集されていた。それ以降は、ふたたび単学科のみの募集となっている。2021年度（令和3年度）に学校法人名を「学校法人北辰学堂」へと名称変更、2022年度（令和4年度）に大学名を「育英館大学」へと変更した。

### 校名の由来
大学名及び運営法人名を、札幌市に本部を置く北星学園と同じくするのは、前身となった稚内北星学園短期大学の設立計画が、札幌の北星学園の創立百周年を記念する事業として始まったことによる。
1980年代に、札幌の北星学園において、創立百周年を記念する事業として、新たに短期大学部を道内に設立しようという計画が持ち上がった。しかし、運営を軌道に乗せられるかどうかを懸念する声も同時に上がった。もし軌道に乗せられなかった場合は学園全体の財政的な足かせになるのではという懸念である。一方、その候補地に選ばれていた稚内市では、それ以前から大学もしくは短大を市に設置しようと、あちこちの大学に誘致計画を持ちかけたり、市内の土地を整備するなど、様々な努力と準備を積み重ねていた。
最終的に、稚内市側が、北星学園に代わって資金や土地や校舎を全て提供して、北星本校とは財政・経営を完全に分離独立させた公設の学校法人稚内北星学園を立ち上げ、そこに北星学園側は教職員などの人的資源を提供し、稚内に北星学園の短期大学を開学させるということで両者の話がまとまった。このような経緯により、学校法人稚内北星学園及びその運営校は、その設立時から財政的には札幌の北星学園とは完全に独立しているが、同じく「北星学園」の名前を持つことになった

。
1987年の稚内北星学園短期大学の開学当時は、その初代理事長を札幌の北星学園の理事長である時任正夫が兼任し、短大設立準備委員長及び設立後の初代の短大学長を北星学園女子短期大学の学長だった木村謙二が勤めるなど、運営面では両法人に人的な関連も見られたが、時任が両法人の理事長を退任した以降は、稚内北星の理事長には元稚内市長の浜森辰雄が就任し、浜森以降は代々の学長が理事長職を兼任するなど、運営役員の面でも北星学園からは独立している。そして、2021年に学校法人名を学校法人北辰学堂へと名称変更、2022年に大学名を育英館大学へと名称変更。

### 教育および研究

#### 概要
情報メディア学部の単科大学で、情報メディア学科が設置されている。また数学・情報の教員免許が取得できる教職課程を設置している。

#### 教職課程（取得可能な教員免許）
- 中学校教諭一種免許（数学）
- 高等学校教諭一種免許（数学）
- 高等学校教諭一種免許（情報）

#### 情報技術
映像・デザイン・表現の他に、Java や UNIX, C などのオープン・スタンダードな情報技術の教育に重点が置かれている。また、これらをごく初期より教育に取り入れてきたことを主張している。
近年においては、サン・マイクロシステムズが毎年サンフランシスコで開催しているイベント JavaOne が、2005年11月8日 - 11月10日に東京で開催されたさいに、稚内北星学園がこのイベントに協力し、学長を始めとする教員らが会場にて、さまざまな講演や、ハンズオンラボを執り行なうなど、特に Java に対する関わりが強い傾向にある。元学長の丸山不二夫は、稚内北星学園の学長職当時には、学長職と同時に日本 Java ユーザーグループ(JJUG)の代表を務めていた。

#### ロシア語
ロシアと国境を接する稚内という土地柄もあって、商店を中心に、ロシア語に対する一定の需要と関心がある。学生向けの講義以外に、学外の人々を対象にしたロシア語の市民講座や、市内の高校生に向けてのロシア語の講座などが開講されている。またロシア語の担当教員は、函館税関稚内税関支署の職員向けに、ロシア語の講習を行なっている。
サハリン国立総合大学との間には協定があり、毎年、短期（3か月間）の交換留学生を送りあう制度がある。語学とは別に、現代ロシア、ロシア文学、ロシアの近現代史などをテーマとした各種の講義が毎年、開講されている。

#### 過疎地における無線を主体とした通信ネットワークの構築
宗谷管内に存在する唯一の大学ということもあって、短大時代から、宗谷管内の他の教育機関に無線などを用いたインターネット接続を提供する取り組みが続けられている。その経緯もあって現在でも、稚内市内のいくつかの中学校・高校の公式サイトは、稚内北星学園のドメイン (wakhok.ac.jp) にてアクセスすることが可能である。この取り組みについては稚内地域ネットワークの節を参照。

## 沿革
- 1987年(昭和62年)
  - 2月 - 学校法人稚内北星学園設置認可。
  - 4月 - 前身となる稚内北星学園短期大学開学（英文学科・経営情報学科）。
- 1992年(平成4年) - 教授会において4年制大学への改組転換を決議。
- 1997年(平成9年) - 学校法人稚内北星学園理事会が4年制大学への改組転換を決議。
- 2000年(平成12年) - 稚内北星学園大学開学（情報メディア学部情報メディア学科）[1]。
- 2004年(平成16年) - 東京サテライト校を市ヶ谷に設置。
- 2005年(平成17年) - 東京サテライト校が秋葉原クロスフィールドへ移転。
- 2006年(平成18年) - 東京サテライト校が留学生別科を設置。
- 2009年(平成21年) - 情報メディア学部に地域創造学科を設置。情報メディア学部に社会教育主事課程を設置。昼夜開講制を始める。
- 2010年(平成22年) - 東京サテライト校を東京都新宿区市ヶ谷へ移転。情報メディア学部に図書館情報学（司書）課程を設置。
- 2011年(平成23年) - 情報メディア学部図書館情報学課程で司書教諭の資格取得が可能となる。
- 2012年(平成24年) - 東京サテライト校、閉鎖。
- 2014年(平成25年) - 学科選択を2年時に変更。情報メディア学部一括入学とし、定員を70名から50名に改訂。
- 2015年(平成27年) - 地域創造学科の学生募集を停止。
- 2019年(令和元年) - 社会教育主事課程を廃止。2020年度より学校法人育英館が経営に参画することを稚内市長工藤広が市議会で12月25日に発表[13]。
- 2020年（令和2年） - 学校法人育英館理事長の松尾英孝が、学校法人稚内北星学園の理事長に就任[14]。
- 2021年（令和3年） - 学校法人名を学校法人北辰学堂に変更。京都府京都市伏見区に京都サテライト校を設置し、従前のキャンパスは稚内本校と命名
- 2022年（令和4年） - 大学名を育英館大学に変更[15]。
- 2024年（令和6年)   - 京都サテライト校を「京都キャンパス」に名称変更。

## 学部・学科
- 情報メディア学部
  - 情報メディア学科
    - 数理情報系
    - 社会情報系
    - メディア表現系

## 施設

### キャンパス
交通アクセス : 宗谷本線南稚内駅下車。宗谷バス稚内北星学園大学前バス停下車、徒歩3分。稚内空港より、タクシーで約10分。

### 構内
各教室や図書館、食堂など、構内全域に2,000以上の情報コンセントが設置されている。その全ては常時開放されていて、自由に使用することができる。2005年には、全学のネットワークが IPv6 化された。

### 図書館
コンピュータや情報科学、通信技術、メディア、表現、教育学、経営学、経済学、社会学、政治学などの本を中心に、2005年度時点での蔵書数は和書38968冊、洋書5648冊。その蔵書の中には、ロシア文学者内村剛介の書籍コレクション3366冊や、小平武の書籍コレクション2500冊などのロシア関連の本がある。図書館は、学外の人々にも開放されていて、誰でも利用することができる。

## 地域教育・近隣教育機関との連携

### 概要
宗谷管内に存在する唯一の大学である。宗谷地区に大学を設立することは、地域住民の悲願であった。設立にあたっては、稚内市を中心に、青年会議所等、地域住民が、国や道に働きかけた。

### 市民講座・聴講生制度・大学図書館
開学以来、ロシア語・英語の市民講座や、Java, Linux などをはじめとする各種コンピュータ系の市民講座が開講されてきた。市民講座のほかに2008年度からは、聴講生・科目等履修生の制度が設けられた。また、大学図書館は地域住民に無料で開放されている。

### サマースクール
特に地域住民だけを対象にしていたわけではないが、1988年から2007年まで、毎年夏には約10日間の日程で、学外の人々を広く対象にしたサマースクールが開講されていた。このサマースクールでは、UNIX システム管理や、X Window System などの UNIX についての講座が開催されていた。1990年代中頃からは上記の UNIX の講座の他に、ネットワーク管理や、Java の各種最新技術などの講座が加えられた。2007年までには、組込み Linux のカーネル構造とデバイスドライバの開発や、Ruby on Rails などの、さまざまな講座が設けられていた。情報関係に従事する技術者や、学生、道内をはじめとする中学校・高校などの教職員や、そのほか、各種公務員など、全国からのさまざまな受講者で、開講中は学内が賑わっていた。2003年12月の時点で毎年200名以上、延べ人数にして2000人、2007年までには1500人以上が参加した。

### 昼夜開講制
2009年度からは、昼夜開講制度が設けられた。平日夜間と土曜日昼間の講義を4年間、受けることで大学卒業が可能となる。特に稚内市民に対しては、この制度を利用する場合は入学金が全額免除されるなどの優遇がはかられている。

### 近隣の中学校への学生ボランティア
2005年10月からは、「地域の持つ教育力を有効に活用し、教育分野での相互の充実を目指すとともに学校教育の更なる充実を図る」という稚内市教育委員会の掲げる目標に協力し、教職課程を受講する学生の中から希望者を、市内の中学校に学生ボランティアとして斡旋する取り組みが行われている。2008年の2月からは、この学生ボランティア事業の一環として、大学から学生が稚内市立稚内中学校に出向き、数学の授業のアシスタントを行なうという試みがなされている。

### 遠足・社会見学のコース、観光スポットとして
設立当初より最新の PC や、大量の UNIX ワークステーション、各種放送設備や、動画の処理システムなど、当地にあってはめずらしいコンピュータ機器を保有してきたこともあって、近隣の小中学校・高等学校などの遠足や社会見学、体験学習のコースに組み込まれることもめずらしくない。
また、稚内を訪れたロシアをはじめとする海外からの学校関係者や交流団、まれではあるが旅行者が、観光をかねて見学に訪れることも行われている。

## 稚内地域ネットワーク

### 特色
過疎にして広大な面積を持つ宗谷地区の各教育機関にインターネット接続を提供することを主目的として、稚内北星学園大学を中心に、各教育機関の教職員の協力のもと敷設・運営されている通信ネットワーク。主に、免許不要の無線 LAN 装置などを用いて構築されている。
特に、1999年から2004年3月にかけては、郵政省通信総合研究所（現・独立法人情報通信研究機構）がこの取り組みに参加し、稚内市教育委員会、北海道教育庁宗谷教育局などの協力を得て、急速に進展していった。この期間中には「広域過疎かつ過酷な自然環境下における無線リンクを主体とした、実フィールドにおけるネットワーク構築に関する研究」をテーマに掲げ、強風、低温、霧、降雨、降雪時のネットワーク接続の安定性に関する研究などが行われた。ここではその共同実験プロジェクトを中心に、その前史、及びネットワークの現在を述べる。

### 前史
その取り組みは、当初（1994年頃）は各学校と大学を直接電話回線で結ぶことからはじまった。1995年には、2.4GHz 帯域の無線 LAN 装置を購入し、大学と、約 1km 離れた北海道稚内商工高等学校とを接続する実験が、商工の教諭の協力のもと継続して行われた。1996年の暮れには、稚内商工との間が無線 LAN によって、約 1Mbps 程の速度で結ばれた。1997年の夏には、この回線を利用した授業が、稚内商工で開始された。

### 通信総合研究所との共同研究の開始
1999年には、大学、郵政省通信総合研究所（現・独立法人情報通信研究機構）、稚内市教育委員会、市内の教職員らによる合同プロジェクトとして、稚内地域実験研究ネットワークプロジェクトが開始された。通信総合研究所の予算によって、赤外線レーザを用いたレーザ光空間通信装置などの機材が新たに投入され、稚内商工〜大学〜稚内高校の三校が約 100Mbps の通信速度で結ばれた。この三校をハブとして、近隣の各学校が無線 LAN で接続されていった。また大学敷地に隣接する潮見が丘中学校とのあいだは、直接、光ファイバーケーブルで結ばれた。
また2001年8月には、稚内市役所、稚内市立図書館（当時）の各建物に、無線 LAN の中継装置が設置されることによって、さらに遠隔地に位置する稚内中学校が接続された。
2002年3月には、大学、稚内高校、稚内商工の三校に通信速度 11Mbps の無線 LAN 装置が、迂回経路として新たに導入された。地吹雪の発生などにより 100Mbps の赤外線レーザが届かないときには、FreeBSD をインストールした PC がルーターとして働き、動的に経路の変更がなされるようになった。
2002年11月20日には新型の無線 LAN 装置を用いた実験が行われた。この実験により、稚内商工と、市街地から遠く離れた宗谷岬に位置する宗谷中学校とのあいだが、宗谷湾の海上 17km を越えて接続可能なことが確認された。その後、宗谷中学校にアンテナの設置工事などがおこなわれ、2003年7月には、正式に運用が開始された。

### 通信総合研究所との共同研究終了時
通信総合研究所との共同実験プロジェクトが満期終了した2004年3月時には、大学と、市内の全ての高校（稚内商工高校、稚内高校、稚内大谷高校）と、五つの中学校（潮見が丘中学校、稚内東中学校、稚内南中学校、稚内中学校、宗谷中学校）とが、無線 LAN、赤外線光レーザー通信装置、光ファイバーによって結ばれた。
これらの設備は実験終了後、通信総合研究所より大学に譲渡され、その後も大学、学生、各中学校・高等学校の教職員の手によって運営が続けられている。

### 稚内地域ネットワークの現在
2005年には、稚内市内にある標高 240m の百年記念塔に無線 LAN 装置が設置され、塔から約 23km 離れた稚内市立天北小中学校が接続できることが確認された。その後、2007年、正式に接続され、天北小中学校での運用が開始されている。現在は、さらに遠隔地にある教育機関との接続を視野に、WiMAX などの新規格の無線機器の利用が検討されている。
なお、2006年8月24日から2007年3月31日の期間には、礼文町、稚内市などを構成員とする調査検討会によって、WiMAX を用いたフィールド調査が実施されている。百年記念塔から 12.8km 離れた増幌小中学校との間での WiMAX による接続実験や、利尻島〜礼文島を 18GHz 帯 FWA WiMAX で接続する実験が行なわれ、また稚内市内各所での電波の到達範囲などが調査された。
近年においては、稚内市街地への ADSL や B フレッツなど、定額ブロードバンド回線の普及もあって、市街地区の参加各校においては、生徒たちのインターネットを利用した学習という面では、このネットワークに依存する割合は以前よりも小さくなりつつある。これらの各校では、生徒たちの学習よりも、むしろ参加教職員たちの各種サーバやファイアウォールの設置・運営を通じたネットワーク管理技術の向上や、それらを手助けし実際にネットワークの維持・運営にあたる大学学生たちの実習を通じた技能の向上や、このネットワークを用いた各種の実験・研究（リアルタイムでの動画の配信や、IPv6 における動的ルーティングなど）に重点が移りつつある。
その一方で、（過疎地などの理由により）当面、有線による商業ブロードバンドが到達する見込みの薄い郊外地区においては、前述の天北小中学校や、増幌小中学校、礼文島での実験に見られるように、このネットワークの拡大が継続して進められている。また郊外の各接続校をハブとして、その各校の周辺集落にインターネット接続を提供することなどが、これからの目指すべき課題として挙げられている。

### ネットワークの特徴
主に、免許不要の市販の無線 LAN 装置や、FreeBSD などをインストールした一般の PC が使用されている。PC をルーターとすることで、ルーティングプロトコルなどを柔軟に設定することが可能となっている。パラボラ、八木などの各種のアンテナを用いることで、信号の到達距離を高めている。またプログラマブルな PC ルータを用いることにより、早期に IPv6 プロトコルをサポートし、現在、各ノード間では、動的ルーティングや、マルチキャストを利用した動画の配信など、IPv6 ネットワークに関するさまざまな実験があわせて行われている。